# Христо Секулов
Христо Д. Секулов е български просветен деец, учител от Македония.

## Биография
Роден е в 1871 година в българската махала на Щип Ново село, тогава в Османската империя. Завършва в 1892 година със седмия випуск Солунската българска мъжка гимназия. След това завършва Историко-филолигическия факултет на Висшето училище в София. По-късно заминава да следва в Лайпциг, където в 1904 година специализира филология.
Привлечен от Българската екзархия, заминава да учителства в Сяр. В учебната 1901/1902 година е учител в Сярското българско педагогическо училище. Работи като учител и в Мъжката гимназия в Стара Загора.
При избухването на Балканската война в 1912 година е доброволец в Македоно-одринското опълчение в 15 щипска дружина.